# Актаниш
Актани́ш (тат. Актаныш — «білий знайомий») — село в Росії (Татарстан). Районний центр Актанишського району.

## Географія
Розташоване в нижній течії річки Біла, біля кордону з Башкортостаном, за 381 км на схід від Казані. Східна частина виходить до озера Стара Біла.

## Населення
| 1884 | 1897 | 1906 | 1913 | 1920 | 1926 | 1938 | 1949 |
| ---- | ---- | ---- | ---- | ---- | ---- | ---- | ---- |
| 906  | 1243 | 1292 | 1417 | 1739 | 1274 | 1874 | 1699 |